# Bielsk Podlaski (Landgemeinde)
Die gmina wiejska Bielsk Podlaski ist eine selbständige Landgemeinde in Polen im Powiat Bielsk Podlaski in der Woiwodschaft Podlachien. Ihr Sitz befindet sich in der Stadt Bielsk Podlaski (belarussisch Бельск Падля́скі, Biêlśk Pudláśki).

## Geographie

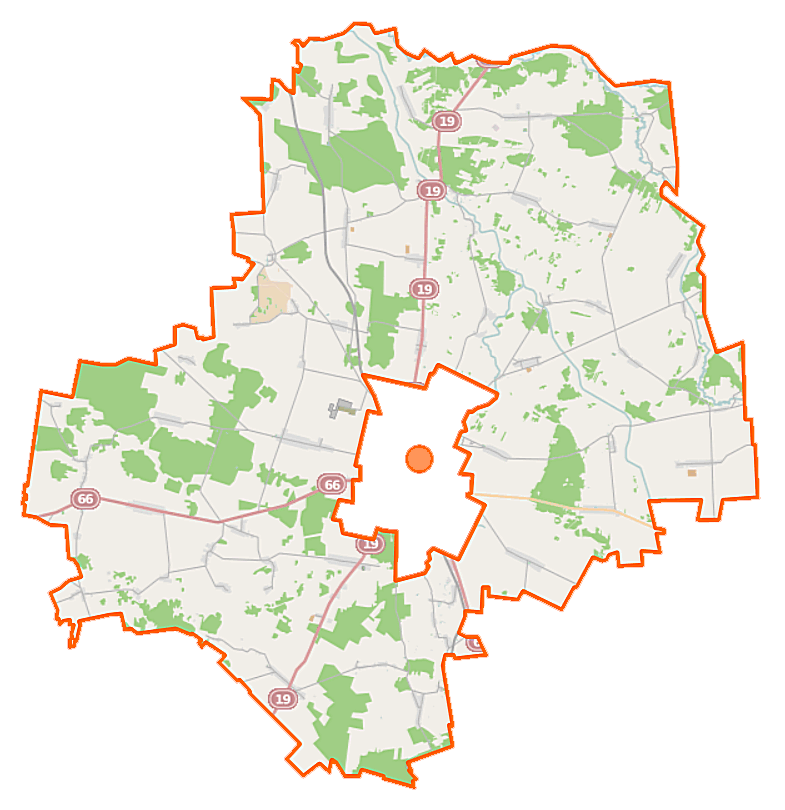
Karte der Landgemeinde

Die Landgemeinde umfasst die Stadt Bielsk Podlaski vollständig.

## Gemeindegliederung
Die Landgemeinde Bielsk Podlaski, zu der die Stadt Bielsk Podlaski selbst nicht gehört, hat eine Fläche von 430,14 km², auf der (Stand: 31. Dezember 2020) 6501 Menschen leben.
Sie besteht aus 52 Schulzenämtern und 61 Ortschaften:
Augustowo
Bańki
Biała
Bolesty
Brześcianka
Chraboły
Deniski
Dobromil
Dubiażyn
Grabowiec
Haćki
Hołody
Hryniewicze Duże
Hryniewicze Małe
Husaki
Jacewicze
Knorozy
Knorydy
Kotły
Kozły
Kożyno
Krzywa
Lewki
Łoknica
Łubin Kościelny
Łubin Rudołty
Malinowo
Miękisze
Mokre
Nałogi
Ogrodniki
Orlanka
Orzechowicze
Parcewo
Pasynki
Pietrzykowo-Gołąbki
Pietrzykowo-Wyszki
Piliki
Pilipki
Ploski
Plutycze
Proniewicze
Rajki
Rajsk
Rzepniewo
Saki
Sierakowizna
Skrzypki Duże
Skrzypki Małe
Sobotczyzna
Sobótka
Stołowacz
Stryki
Stupniki
Szastały
Treszczotki
Truski
Użyki
Widowo
Woronie
Zawady
Zubowo